# Altos
Altos là một đô thị thuộc bang Piauí, Brasil. Đô thị này có diện tích 957,617 km², dân số năm 2007 là 38284 người, mật độ 39,98 người/km².